# Janis Witting
Janis Kilian Witting (* 17. Oktober 1989 in Frankfurt am Main) ist ein deutscher Schauspieler.

## Leben
Bis 2009 besuchte Janis Witting das Lichtenberg-Oberstufen-Gymnasium in Bruchköbel. 2011 machte er eine Schauspielausbildung an der Internationalen Schule für Schauspiel und Acting.
Seine Karriere begann er 2010 bei der VIVA-Produktion The Flatstar. Danach übernahm er eine Rolle in der Mystery-Seifenoper Das Haus Anubis, wo er die Rolle des „Maximilian Ludwig“ spielte. 2011 und 2012 war er in einer Rolle in der ZDF-Telenovela Herzflimmern – Die Klinik am See als „Christopher Brandner“ zu sehen. Seit dem 19. Februar 2012 spielt er die Rolle Mike Bärmann in der Telenovela Sturm der Liebe.
Witting spielt zudem Klavier und Gitarre und hatte von 2007 bis 2009 Auftritte als Musiker.

## Filmografie
- 2010: The Flatstar
- 2011–2012: Herzflimmern – Die Klinik am See (Folgen 152 bis 223)
- 2011–2012: Das Haus Anubis (Folgen 239 bis 364)
- 2012: Das Haus Anubis – Pfad der 7 Sünden (Kino)
- 2012: Weißblaue Geschichten
- 2012: SOKO 5113
- 2012: Aktenzeichen XY … ungelöst
- 2013: Sturm der Liebe

| Personendaten    | Personendaten                              |
| ---------------- | ------------------------------------------ |
| NAME             | Witting, Janis                             |
| ALTERNATIVNAMEN  | Witting, Janis Kilian (vollständiger Name) |
| KURZBESCHREIBUNG | deutscher Schauspieler                     |
| GEBURTSDATUM     | 17. Oktober 1989                           |
| GEBURTSORT       | Frankfurt am Main                          |